# 697
697 (DCXCVII) var ett normalår som började en måndag i den julianska kalendern.

## Händelser

### Okänt datum
- Japans kejsarinna Jito efterträds av kejsaren Mommu.
- Paolo Lucio Anafesto blir, enligt en sentida tradition, den förste dogen av Republiken Venedig.
- En vändpunkt inträffar i striderna mellan berber och araber i Nordafrika, vilket slutar med umayyadernas makttillträde.
- Vid synoden i Tara på Irland upphävs kvinnors skyldighet att delta i krigståg eller göra krigstjänst.[1]

## Födda
- Fang Guan, kinesisk kansler.
- Guo Ziyi, kinesisk general.

## Avlidna
- 8 februari – Wang Xiaojie, kinesisk general och kansler.
- Eochaid II av Dalriada, kung av Dalriada.
- Ferchar II av Dalriada, kung av Dalriada.
- Li Zhaode, kinesisk kansler.
- Osthryth, drottning av Mercia

### Fotnoter
1. ↑  John O'Beirne Ranelagh (1994). A Short History of Ireland. Second edition. Cambridge: Cambridge University Press. sid. 16. ISBN 0-521-46944-9